# Warface
『ウォーフェイス』（英：Warface）は、My.Gamesより2013年10月21日に発売された無料でプレイできる現代戦ファーストパーソン・シューティングゲームである。

## 概要
本作は最大5人で攻略を目指すPVEモード（PVEミッション、特殊作戦）と、最大16人で戦うPVPモード（チームデスマッチ、強襲など）がある。また、不定期でミニゲームをプレイすることができる。

## 兵科

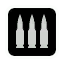
ライフルマンのマーク

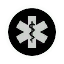
メディックのマーク

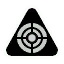
スナイパーのマーク

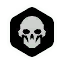
SEDのマーク

Warfaceでは現在5つ兵科が存在し、5つのうち3つの兵科がスペシャルを持っている。
ライフルマン
初期から使うことができる基本となる兵科。初期武器はM4A1。主にアサルトライフルやマシンガンを使用する。スペシャルに弾薬ボックスを持っており、PVE などでは重宝することになる。
メディック
訓練を終えることで使うことができる兵科。初期武器はレミントン M870。主にショットガンを使用する。スペシャルに除細動器と回復パックを持っており、特にハードのPVEでは非常に助かる存在。
エンジニア
訓練を終えることで使うことができる兵科。初期武器はH&K MP5。主にサブマシンガンを使用する。スペシャルにアーマープレートとSEDジャンパーを持っており、前者はアーマーを回復することができ、後者は後述のSEDを再起動することができる。

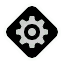
エンジニアのマーク

スナイパー
ランク5から使うことができる兵科。初期武器はドラグノフ狙撃銃。主にスナイパーライフルを使用する。スペシャルは何も持っていない。遠距離から攻撃することができるが、プレイヤーによっては近距離から攻撃するプレイヤーもいる。
SED
アップデートにより追加させた第五の兵科。初期武器はKAC Chainsaw。ランク10から使うことができ、主に重機関銃を使用する。スペシャルはある特殊作戦を除いて何も持っていない。長時間走ることができ、連携アクションで通常二人でしか上れない壁を一人で上ることができる。

## ゲームモード

### PVP
チームデスマッチ
基本のPVPモード。ウォーフェイスチームとブラックウッドチームに分かれて戦う。制限時間は10分。先に150キルするか10分経過するかで勝敗が決まる。

### PVE
PVEモードはPVEミッションと特殊作戦に分かれる。最大5人で攻略を目指す。

#### PVEミッション
プラクティス以外毎日マップは変わる。難易度はマップごとに固定で、イージー･ノーマル･ハードの3種。

#### 特殊作戦
最大5人で攻略を目指す。PVEミッションより長い。マップ一つに3種の難易度があるマップもあれば、ハードで固定のマップもある。また、特殊作戦内の会話などから繋がっていると考えられる特殊作戦もある。➀~③、❶~❺が現状判明している繋がっている特殊作戦。
- 極寒の山頂(ロシア･シベリア※ハード固定)

シベリアの山岳地帯が突然レーダーから消失した。ウォーフェイス軍は山岳地帯を覆っているもの突破しようとしたが失敗してしまった。どうやらブラックウッド軍は基地を建設しているらしい。ウォーフェイス軍は精鋭部隊を形成し、突入することとなる。
- サイバー集団(東ヨーロッパ)①

東ヨーロッパはブラックウッドの人体実験の失敗作で溢れかえってしまった。そこでウォーフェイス軍は人類の存続をかけてブラックウッドの研究施設へ向かうEMP車両を護衛する。果たしてウォーフェイス軍は人類を守ることができるのか。
- 大地を揺らす者(アフリカ)

地震活動の計測値が不穏な数値を示していたため、ウォーフェイス軍は部隊を活火山にあるブラックウッドの研究施設に投入した。プレイヤーは全く新しい何かと対峙することとなる。ウォーフェイス軍はブラックウッドの研究内容を解き明かすことができるのか。
- アヌビス(エジプト)

ブラックウッド軍の大侵攻を食い止めるため、ウォーフェイス軍の部隊はアフリカに向かった。プレイヤーのすべきことは3つ。民間施設に向けられた弾道ミサイルの発射を阻止すること、潜水艦を撃沈すること、そして次の指示を待つこと。果たしてウォーフェイス軍はブラックウッド軍の大侵攻を阻止することができるのか。
- ブラックシャーク(バルカン)②

ウォーフェイスの情報網は東ヨーロッパでブラックウッドの塔が建設中という情報を入手した。しかもそこにはウォーフェイス軍の部隊が人質として捕らえられているようだ。ウォーフェイス軍の部隊はブラックウッドの塔を破壊し、人質を救出することができるのか。
- 砕氷(アメリカ)③

ブラックウッドに新しい部隊を構想中ということを感付かれてしまった。どうやらブラックウッド軍はウォーフェイス軍の基地を破壊し基地ごと消し去るつもりのようだ。そこでウォーフェイス軍は主力部隊が基地を防衛する間に部隊を奇襲させることにした。奇襲に成功し、基地を守りきることができるのか。
- チェルノブイリ(ウクライナ)

ブラックウッドが超人兵士計画を進めていることが判明した。プリピャチのブラックウッドの塔で、おぞましい人体実験をしているのだ。そこでウォーフェイス軍は謎を解き明かすため部隊を投入した。ウォーフェイス軍はブラックウッドが何を作っているのか解明することができるのか。
- 日の出(太平洋)❶

プレイヤーは運命を決める戦いに挑む覚悟を決めなければならない。生き延びるためには戦うしかない。そうしなければ次の日の出は二度と見ることは叶わないだろう。明日の日の出を守るため、ウォーフェイス軍の部隊は戦いに挑む。
- 火星(火星)❷

どうやらブラックウッドは超人兵士計画に火星のバクテリアを使うつもりらしい。プレイヤーは火星の入植者を救助し、奴らの計画を放射能の灰にする必要がある。地球外での戦いが始まる。※SEDはSEDジャンパーを所持。
- ヒドラ(太平洋※ハード固定)❸

ブラックウッドにウォーフェイス軍の部隊と工作員を捕らえられてしまった。奴らの海上移動要塞｢ヒドラ｣のせいで同盟国から援護を受けることができない。そこでウォーフェイス軍は精鋭部隊をヒドラに向かわせることとなる。
- ブラックウッド(アイスランド※ハード固定)❹

ブラックウッドに捕まってすっかり気力を失ってしまった。もう誰に味方すればいいのかわからない。そんなときオベロンはブラックウッドの部隊にならないかと話してきた。それに応じ、プレイヤーはブラックウッドの部隊となりウォーフェイス軍の基地を攻撃する。※SEDはSEDジャンパーを所持。
- 大群(アメリカ※ハード固定)

アメリカの砂漠に火星の入植者に墜落したようだが、その近くにブラックウッドの基地があった。調査するためにウォーフェイス軍は部隊を投入たが、アナウンスからはブラックウッドのSOSが。そこでウォーフェイス軍とブラックウッドは一部協力し、謎を解き明かすために深部へと進む。
- 強奪(アメリカ※ハード固定)❺

ウォーフェイスに知られてはいけないデータを破壊するため、ブラックウッド軍は精鋭デュオを使い銀行強盗を仕掛ける。任務は驚くべき結果になるだろう。奴らの金庫にはどんな秘密があるのだろうか？